# ラキヤ (飲料)

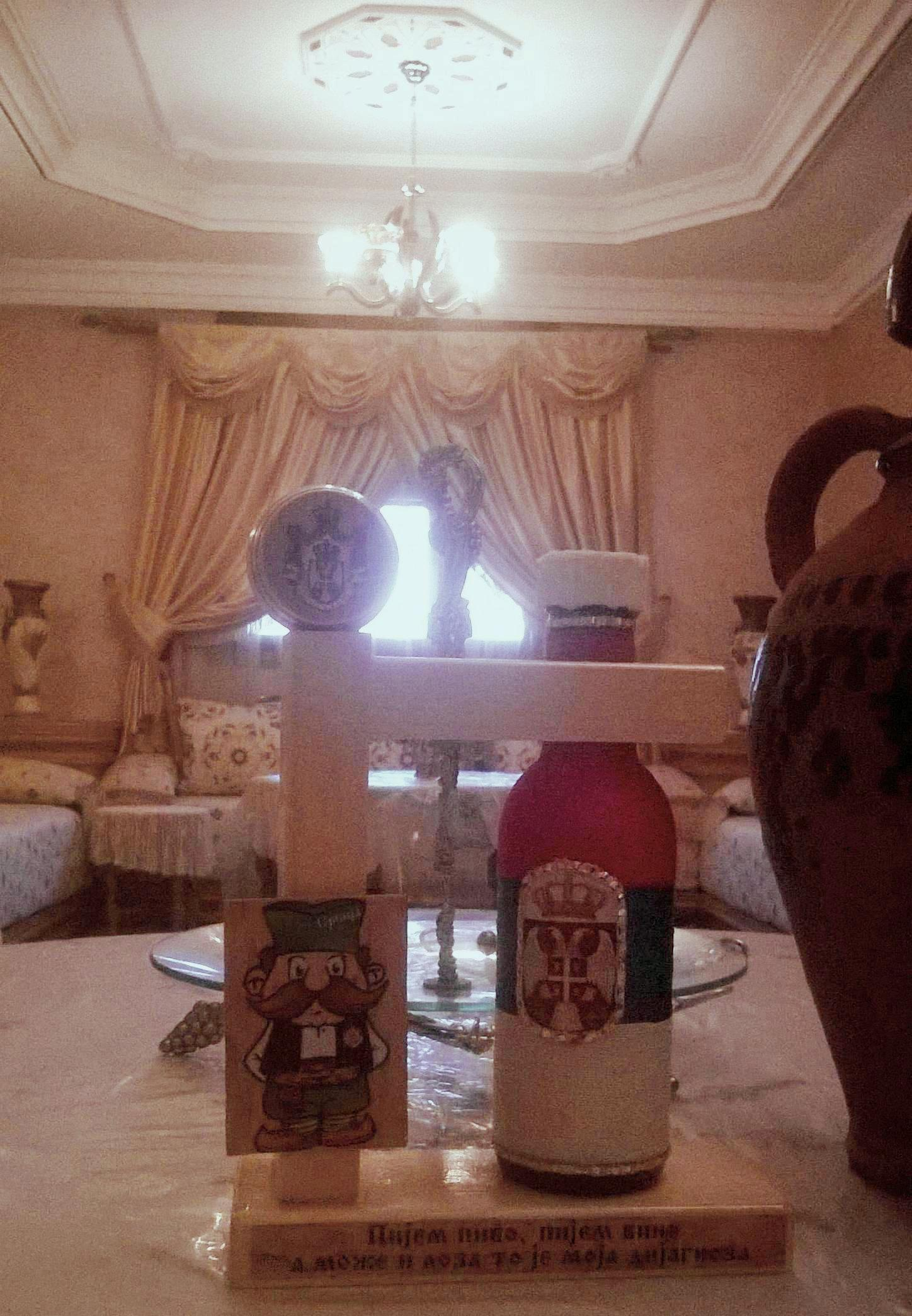
特別なボトルのラキア、セルビアの全国飲料

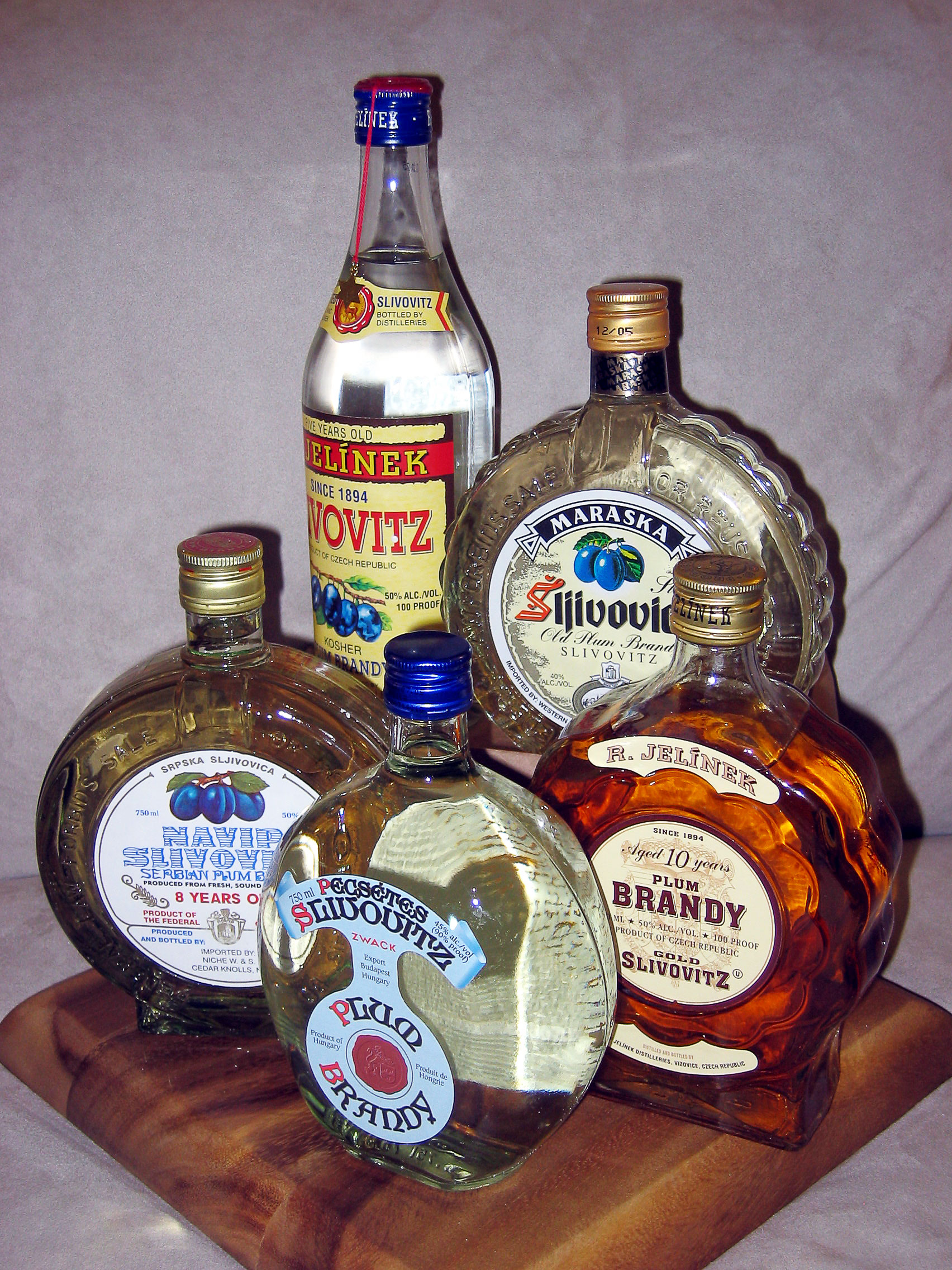
各種のラキヤのボトル

ラキヤ（ブルガリア語: ракия / rakiya、マケドニア語: ракија / rakija、セルビア語: ракија / rakija、ボスニア語: rakija、クロアチア語: rakija）、ラキア（アルバニア語: Rakia）、あるいはラキウ（ルーマニア語: rachiu）は、発酵させた果実から作られる蒸留酒であり、バルカン半島諸国で一般的に生産・飲用されている。通常、ラキヤのアルコール度数は40%程度であるが、自家製のものではより度数の高いものもあり、典型的には50%ないし60%程度である。名称はトルコの蒸留酒ラクに由来するが、ラクとは異なる飲料に発展したものである。

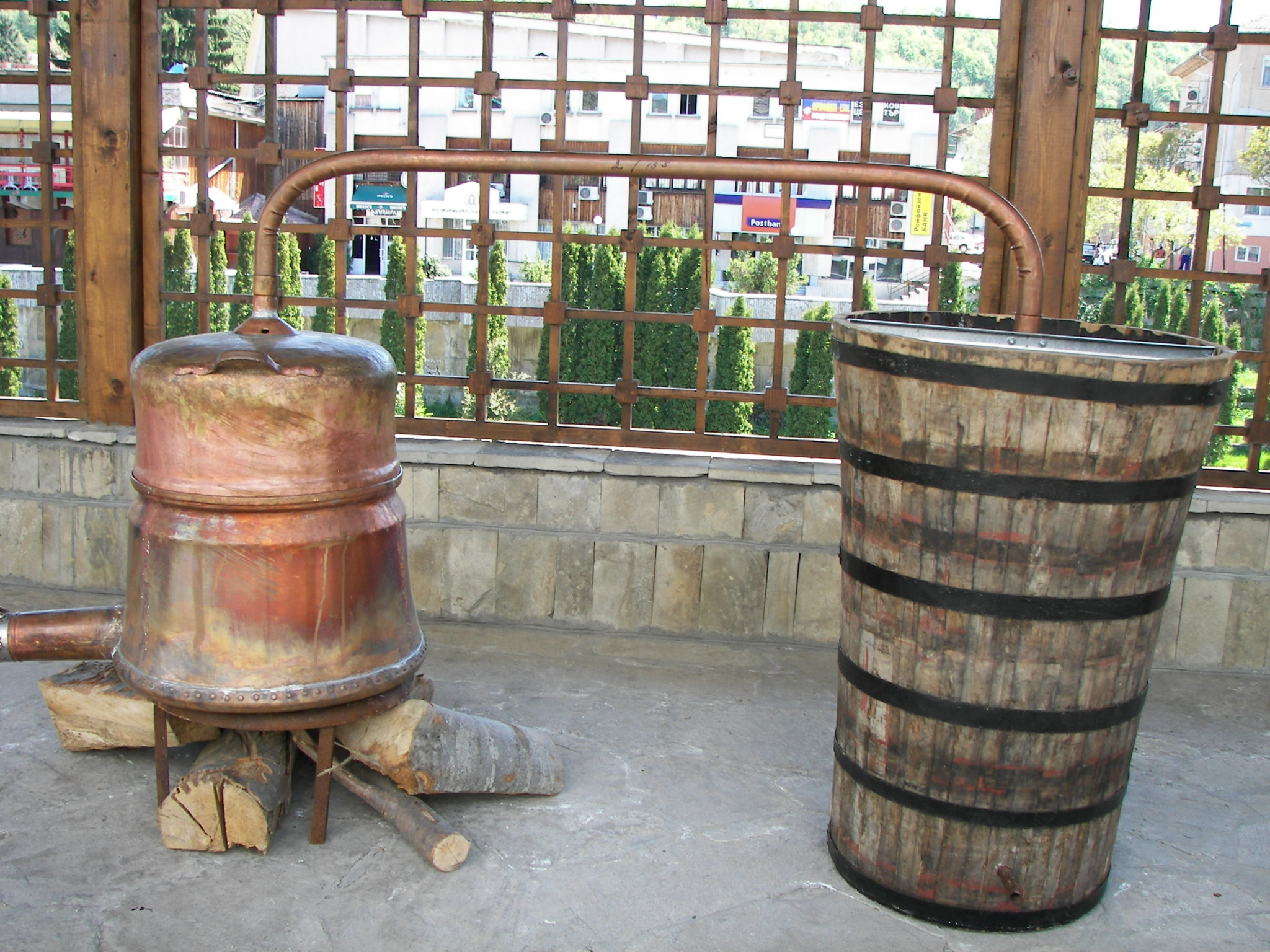
ブルガリアのラキヤ蒸留装置

ラキヤは、南スラヴ人たちの国民的飲料であると見られている。幅広くみられるものとしては、スモモから作られるシュリヴォヴィツァや、ブドウから作られるグロズドヴァ（grozdova）などがある。それ以外では、モモやアンズ、リンゴ、ナシ、サクランボ、イチジク、マルメロなどを用いたものもある。セルビアやブルガリアなどでは、複数の果物を混ぜ合わせたラキヤもある。イストリア半島では、ラキヤは主にブドウのみから作られ、当地ではトラパ（trapa）やグラッパ（grappa）などと呼ばれる。グラッパという呼び方は、イタリアでも見られる。スモモやブドウのラキヤは、蒸留後に味付けとして他の材料が加えられることもあり、ハーブやハチミツ、スミミザクラ、クルミなどが用いられる。

## ラキヤの種類と名称
原料となる果物の種類によって、さまざまなラキヤがある。
| 果物                     | セルビア・クロアチア諸語                                                                                              | ブルガリア語 |
| 基本的な原料             | 基本的な原料 | 基本的な原料 |
| ------------------------ | --- | --- |
| スモモ                   | šljivovica（シュリヴォヴィツァ）                                                                                      | сливова（スリヴォヴァ） сливовица（スリヴォヴィツァ） |
| ブドウ                   | lozovača（ロゾヴァチャ） loza（ロザ）                                                                                 | гроздова（グロズドヴァ） гроздовица（グロズドヴィツァ） мускатова（ムスカトヴァ） mrtina（ムルティナ、没薬入り） анасонлийка（アナソンリイカ、アニス入り） |
| ブドウの搾りかす （kom） | komovica（コモヴィツァ） komova（コモヴァ）                                                                           | джиброва（ジドロヴァ） джибровица（ジドロヴィツァ） шльокавица（シリョカヴィツァ）                                                                         |
| アンズ                   | rakija od breskve（ラキヤ・オド・ブレスクヴェ） kajsijevača（カイシイェヴァチャ）                                     | кайсиева（カイシエヴァ） |
| ナシ属                   | kruškovača（クルシュコヴァチャ） vilijamovka（ヴィリイァモヴカ）                                                      | крушова（クルショヴァ） |
| リンゴ                   | jabukovača（ヤブコヴァチャ）                                                                                          | ябълкова（ヤブルコヴァ） |
| クワ                     | dudova（ドゥドヴァ） dudovača（ドゥドヴァチャ） dudara（ドゥダラ）                                                    | черничева（チェルニチェヴァ） |
| マルメロ                 | dunjevača（ドゥニェヴァチャ）                                                                                         | дюлева（ドュレヴァ） |
| イチジク属               | smokvovača（スモクヴォヴァチャ）                                                                                      | смокинова（スモキノヴァ） |
| サクランボ               | - | черешова（チェレショヴァ） |
| ミックス                 | - | плодова（プロドヴァ） |
| 添加物                   | | |
| バラ入り                 | - | гюлова（ギュロヴァ） |
| ハーブ入り               | travarica（トラヴァリツァ） trava（トラヴァ）                                                                         | билкова（ビルコヴァ） |
| クルミ入り               | orahovača（オラホヴァチャ） orahovica（オラホヴィツァ）                                                               | орехче（オレフチェ） |
| 蜂蜜入り                 | medovača（メドヴァチャ） medica（メディツァ、イストリア半島で一般的） medovača（メドヴァチャ） medenica（メデニツァ） | медна（メドナ） |
| スミミザクラ入り         | višnjevac（ヴィシュニェヴァツ） višnjevača（ヴィシュニェヴァチャ）                                                    | - |
| 1. 2.                    | | |

通常、ハーブやその他の添加物が加えられていないラキヤは無色である。ラキヤは、種類によってはオークやクワで作られた樽の中で保管され、芳香と黄金色を帯びる。
ラキヤは、0.3デシリットルないし0.5デシリットルほどの容量を持った専用の器に入れて飲む。
ボトルをよく振ったときに現れる泡の大きさによって、アルコールの強さを知ることができるというのは良く知られた伝承である。また、この方法は酒の良し悪しを知る方法としても誤って信じられている。
ブルガリアおよびマケドニア共和国では、ラキヤは一般に、ショプスカ・サラダ（生野菜とシレネのサラダ）、サラタ・スネジャンカ（ザジキに似たサラダ）、トゥルシヤ（野菜のピクルス）などの前菜（メゼ）とともに供される。ムスカトヴァ・ラキヤはマスカットから作られる一方、ジボロヴァ・ラキヤはイタリアのグラッパと同様にして作られる。
クロアチアでは、トラヴァリツァ（ハーブのラキヤ）は通常、食事の前に、乾燥イチジクとともに供される。クロアチアのアドリア海岸地方では、多様なハーブで味付けされたグラッパが知られ、中には特定の島でしか見られないものもある。フヴァル島は没薬を添加したグラッパで知られている。コルチュラ島などの南部の島々やドゥブロヴニクでは、アニスを添加したラキヤが有名である。また、ダルマチア中部でもっともよく見られるものはナッツを入れたラキヤである。それらのラキヤの多くは自家製であり、固いクッキーや乾燥イチジクとともに供される。夏季になると、家々のバルコニーで巨大なかめにナッツを入れたグラッパが並ぶ光景が見られる。アドリア海沿岸北部、主にイストリア半島では、ラキヤにはハチミツやヤドリギが用いられる。ヤドリギを用いて作られたビスカ（biska）は、イストリアの典型的なラキヤであり、黄色みを帯びて甘い。
それ以外のラキヤの味わい方としては、「火を通した」ラキアというものがあり、クロアチア語でクハナ（kuhana）ラキヤ、セルビア語でクヴァナ（kuvana）あるいはグレヤナ（grejana）ラキヤと呼ぶ。セルビアでは、シュマディヤ（Šumadija）茶とも呼ばれる。これはラキヤを加熱してハチミツや砂糖、香辛料を加えたものである。屋外で催される祭りでは、特に冬季に大きな薬缶で温めたものが来訪者たちに振舞われる。これは、ドイツのグリューワインなどに良く似ている。

## 儀式での使用

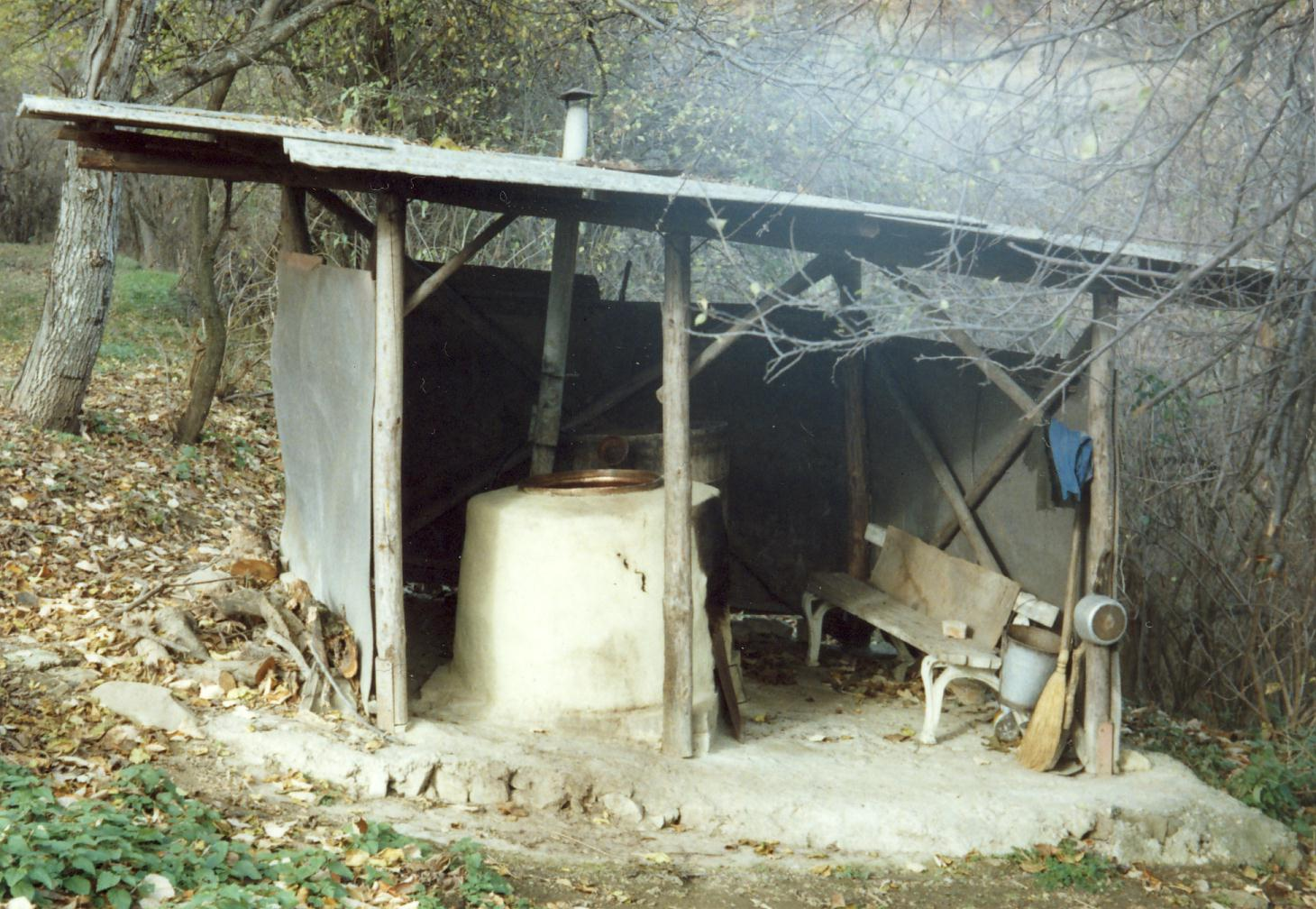
自家製のラキヤを蒸留しているところ。ブルガリア中部のドゥルレフツィにて。

この地方の正教会やカトリック教会では、聖餐にワインを用いるのが基本であるが、地方によってはラキヤが宗教や関連する儀式に用いられる例が知られている。正教会の埋葬式の最後に、墓地の出口にて、参加者らはポガチャ（pogača）というソーダブレッドと一杯のラキヤを受けとる。これを飲むときには、「死者の魂のために」一滴を地面に落とし、「これを死者のために受けられますよう」と唱えてから、残りを飲む。
結婚式のとき、新郎の父親は各テーブルを回り、すべての参加者に一杯のラキヤを次ぎ、成婚の喜びを共有するための乾杯を行う。通常、バルカン半島では、ラキヤは、家に来た来訪者を歓迎する証として出される。

## ラキヤに類する飲料
- ラク - トルコの、アニスで味付けされた蒸留酒
- アラック - 中東を起源とするアニスで味付けされた蒸留酒
- ウーゾ - ギリシャの、アニスで味付けされた蒸留酒
- ツィクーディア - ギリシャの、特にクレタ島に見られる同種の飲料
- ツィプーロ - ギリシャの、ブドウのしぼりかすから蒸留した飲料
- ツイカ - ルーマニアの同種の飲料
- パーリンカ - ルーマニアおよびハンガリーの同種の飲料（サボルチの林檎パーリンカなど）
- 蜂蜜酒 - ハチミツで作られたアルコール飲料
- グラッパ - コモヴィツァと同種のイタリアの飲料
- ピスコ - 南米で飲まれるヴィノヴィツァと同種の飲料